# PLL analogique
Une PLL analogique ou PLL RF (radio-fréquence) est une boucle à verrouillage de phase dont tous les éléments internes au système sont des blocs analogiques.
Ce genre de PLL est en général coûteux en surface de silicium car le filtre et l'oscillateur contrôlé en tension (à base d'inductance) prennent une place importante dans la puce électronique.
Cependant, ce type de PLL produit un minimum de bruit, performance indispensable aux systèmes de modulation et de démodulation propres aux systèmes d'émission (TX) et de réception (RX).